# Jordan Hamilton (futbolista)
Jordan Patrick Dear Hamilton (Scarborough, Ontario,17 de marzo de 1996) es un futbolista canadiense. Juega de delantero y su equipo es el Forge FC de la Canadian Premier League. Es internacional absoluto con la selección de Canadá desde 2014.

## Trayectoria
Hamilton entró en las inferiores del Toronto FC en 2011 y fue promovido al primer equipo en 2014. Debutó profesionalmente el 12 de abril de ese año en la derrota por 0-1 ante el Colorado Rapids. Esa temporada fue enviado a préstamo al Wilmington Hammerheads.
Luego de anotar cinco goles en once encuentros por el Wilmington, Hamilton fue enviado a préstamo al C.D. Trofense de la Segunda Liga de Portugal el 9 de agosto de 2019. Estuvo en ese club hasta diciembre de ese año, cuando Toronto llamó al jugador de regreso.
El 11 de julio de 2019 fue intercambiado al Columbus Crew.

## Selección nacional
Internacional en categorías juveniles por Canadá, Hamilton jugó en la Copa Mundial de Fútbol Sub-17 de 2013 y en el Campeonato Sub-20 de la Concacaf de 2015.
Fue citado por primera vez a la selección de Canadá en enero de 2014. Debutó contra Colombia el 14 de octubre de 2014.

## Estadísticas
Actualizado al último partido disputado el 6 de octubre de 2019.
| Toronto FC · Canadá | 1.ª           | 2014          | 1   | 0  | 0  | 0 | - | - | - | - | 1   | 0  |
| Toronto FC · Canadá | 1.ª           | 2015          | 2   | 0  | 0  | 0 | - | - | - | - | 2   | 0  |
| Toronto FC · Canadá | 1.ª           | 2016          | 14  | 3  | 4  | 2 | - | - | - | - | 18  | 5  |
| Toronto FC · Canadá | 1.ª           | 2017          | 8   | 2  | 3  | 0 | - | - | - | - | 11  | 2  |
| Toronto FC · Canadá | 1.ª           | 2018          | 14  | 2  | 2  | 1 | 3 | 0 | - | - | 19  | 3  |
| Toronto FC · Canadá | 1.ª           | 2019          | 14  | 4  | 0  | 0 | 1 | 1 | - | - | 15  | 5  |
| Toronto FC · Canadá | Total club    | Total club    | 53  | 11 | 9  | 3 | 4 | 1 | 0 | 0 | 66  | 15 |
| Wilmington Hammerheads Estados Unidos | 3.ª           | 2014          | 11  | 5  | 1  | 0 | - | - | - | - | 12  | 5  |
| Wilmington Hammerheads Estados Unidos | Total club    | Total club    | 11  | 5  | 1  | 0 | 0 | 0 | 0 | 0 | 12  | 5  |
| C. D. Trofense Portugal | 2.ª           | 2014-15       | 5   | 0  | 0  | 0 | - | - | 2 | 0 | 7   | 0  |
| C. D. Trofense Portugal | Total club    | Total club    | 5   | 0  | 0  | 0 | 0 | 0 | 2 | 0 | 7   | 0  |
| Toronto FC II · Canadá | 2.ª           | 2015          | 20  | 3  | -  | - | - | - | - | - | 20  | 3  |
| Toronto FC II · Canadá | 2.ª           | 2016          | 4   | 0  | -  | - | - | - | - | - | 4   | 0  |
| Toronto FC II · Canadá | 2.ª           | 2017          | 9   | 5  | -  | - | - | - | - | - | 9   | 5  |
| Toronto FC II · Canadá | 2.ª           | 2018          | 10  | 8  | -  | - | - | - | - | - | 10  | 8  |
| Toronto FC II · Canadá | 3.ª           | 2019          | 1   | 1  | -  | - | - | - | - | - | 1   | 1  |
| Toronto FC II · Canadá | Total club    | Total club    | 44  | 17 | 0  | 0 | 0 | 0 | 0 | 0 | 44  | 17 |
| Columbus Crew SC Estados Unidos | 1.ª           | 2019          | 4   | 0  | -  | - | - | - | - | - | 4   | 0  |
| Columbus Crew SC Estados Unidos | 1.ª           | 2020          | 0   | 0  | -  | - | - | - | - | - | 0   | 0  |
| Columbus Crew SC Estados Unidos | Total club    | Total club    | 4   | 0  | 0  | 0 | 0 | 0 | 0 | 0 | 4   | 0  |
| Total carrera | Total carrera | Total carrera | 117 | 33 | 10 | 3 | 4 | 1 | 2 | 0 | 133 | 37 |
| (1) Incluye datos del Campeonato Canadiense y la US Open Cup (2) Incluye datos de la Liga de Campeones de la Concacaf (3) Incluye datos de la Copa de la Liga de Portugal |               |               |     |    |    |   |   |   |   |   |     |    |

## Palmarés

### Títulos nacionales
| Título                | Club       | País   | Año  |
| --------------------- | ---------- | ------ | ---- |
| Campeonato Canadiense | Toronto FC | Canadá | 2016 |
| Copa MLS              | Toronto FC | Canadá | 2017 |
| Campeonato Canadiense | Toronto FC | Canadá | 2017 |
| Campeonato Canadiense | Toronto FC | Canadá | 2018 |